# أبيمانتوس

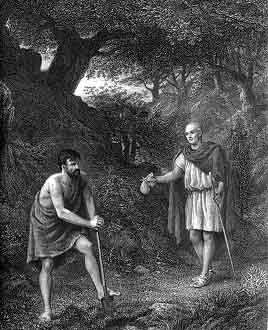

أبيمانتوس (بالإنجليزية: Apemantus)‏ شخصية خيالية في مسرحية «تيمون الأثيني» للفيلسوف وليام شكسبير.

## دوره في المسرحية
في وقت مبكر من المسرحيه، عندما تم تيمون من الاثرياء، ابيمانتوس حضر مادبه لتيمون بغيه اهانه له ولضيوفه. انه شخصيه الوحيده في ذلك الوقت الذي يعامل تيمون بشكل سئ. بقيه المدينة يحترمونه كثيرا لثروته وكرمه. لقد كان لابيمانتوس العديد من التبادلات الذكيه مع تيمون، حيث يجادل بان الجنس البشري غير موثوق به وانهم مجرد أصدقاء لامواله.
تيمون يفقد في نهايه المطاف امواله، ويتم التخلي عنه من قبل اصدقائه يدير ظهره لاثينا ليعيش في كهف وياخذ نفس الاراء حول البشرية التي كانت لدى ابيمانتوس. يزوره. ابيمانتوس ليتهم تيمون بنسخ افكاره ثم يشرع الاثنان في اهانه بعضهما البعض بشكل متقن.
قام الممثل الايرلندي نورمان رودواي مؤخرا بتصوير فيلم ابيمانتوس الشهير، الذي لعب دور في كل من تلفزيون بي بي سي ولاركنجل شكسبير المسموع. اختلف اداؤه في هذا بشكل ملحوظ، كما لا بقيه المدلي بها ولا التفسير هو نفسه.